# سایاما ۴۴۶۱
سیارک ۴۴۶۱ (به انگلیسی: 4461 Sayama، نامگذاری:1990EL) چهار هزار و چهارصد و شصت و یکمین سیارک کشف شده‌است که در ۵ مارس ۱۹۹۰ کشف شد.
قدر مطلق سیارک برابر ۱۱٫۶۰ است.